# ぺこぷん
ぺこぷん（1月30日 - ）は、日本の占い師、ライター、催眠術師。また、武藤 香奈（むとう かな）名義でナレーターとしても活動し、東京俳優生活協同組合に所属。ほかに占い師として葵依（あおい）の名義を使用することもある。静岡県出身。

## 略歴
地元静岡で銀行員として働いていたが、職場の雰囲気がよくなく、将来を絶望してしまう。そんな中、東京に出張した際、声優の金田朋子に偶然出会う。元銀行員でもあった金田に悩みを伝えると共感してもらい、声優の仕事が楽しいとアドバイスしてもらえたことで、自身も声優を目指そうと決心する。声優養成所の特待生オーディションに合格したことで、銀行を辞めて上京した。
養成所の授業内容が物足りず、程なくして養成所は退所。約1年間マッサージの仕事を経て、別のオーディションを受けると、声や演技力ではなく、趣味だった占いが評価されて芸能事務所に入所。しかし、その事務所も経営が傾いたため、趣味だった占い業を本職とするようにし始める。
2016年より占い師としての活動を本格的に開始。周易、四柱推命、気学、手相、タロット、宿曜占星術、西洋占星術、姓名判断、白魔術など、東洋西洋問わず幅広く精通している。人物を見ると味がするという特殊な共感覚を持つ。
2016年7月、LINE占いでは新人として異例のランキング4位（別名義）となった。
2016年10月、ラジオ日本『ウラナビ!』にてアシスタントを担当。ゲッターズ飯田のアドバイスにより『ぺこぷん』に正式改名。
2016年12月、学研プラス『声優アニメディア』にて「声アニラッキー占い」を連載開始。
2018年からは美少女キャラクター「占い天使オッティモちゃん」に扮し、原宿の路上やフリースクールで中高生を対象とした占い活動を行っている。

## 執筆
雑誌
- 学研プラス『声優アニメディア』（2017年1月号-） -連載
- 『サンスポPSリポート』（vol69-)-連載
- ぶんか社『la farfa』-連載

web
- メルマガ『天野ひろゆきの天野人語～メルマガでしか言えない話～』
- 『URANAI STYLE』

## 占い監修
PC・スマートフォン
- C Channel『好きなコを選んで♡にゃんにゃんにゃん恋愛占い』]（2017年3月）
- AbemaTV 『ガチ男気TV！』（2017年2月）

## メディア出演
- ラジオ日本 『ウラナビ！』（2016年10月-）レギュラー
- WALLOP『アズラジ！』
- FM湘南ナパサ『湘南エンタメタウン』
- FM調布『午後のカフェテラス』
- ニコニコ動画『chocoNekoβ「新春ニコ生2017」』
- PICTION『不思議探索番組 パラレルわぁるど』（2017年10月-）
- 所さんの学校では教えてくれないそこんトコロ!（2018年4月27日）

## ナレーション出演
- NISSAN ラジオCM
- 日立 空気清浄機 CM
- 全薬工業株式会社『アルージェ』CM
- バンダイ『プリキュア プリコーデ』シリーズCM
- BS-TBS 日韓国交50周年『カメリアライン』（V.O）
- CX『モシモノふたり』
- CS『おはよう！アンパンマンこどもミュージアム』
- CS『全国こども科学映像祭』
- 極楽とんぼKAKERUTV（2019年2月28日[3]、AbemaTV）